# Seniors Irish Masters
Il Seniors Irish Masters è un torneo del World Seniors Tour di snooker, che si è disputato tra il 2018 e il 2019 a Kill, in Irlanda.

## Albo d'oro
| Edizione      | Vincitore     | Finalista       | Risultato     | Stagione              | Città | Impianto       | Note  |
| ------------- | ------------- | --------------- | ------------- | --------------------- | ----- | -------------- | ----- |
| 2018          | Steve Davis   | Jonathan Bagley | 4 - 0         | 2017-2018             | Kill  | Goffs Property | [ 1 ] |
| 2019          | Jimmy White   | Rodney Goggins  | 4 - 1         | 2018-2019             | Kill  | Goffs Property | [ 2 ] |
| Non disputato | Non disputato | Non disputato   | Non disputato | 2019-2020 - 2020-2021 |       |                |       |
| 2022          |               |                 |               | 2021-2022             | Kill  | Goffs Property |       |

## Statistiche

### Finalisti
| N° | Giocatore       | Vittorie | Finali perse | Totale |
| -- | --------------- | -------- | ------------ | ------ |
| 1  | Steve Davis     | 1        | 0            | 1      |
| 2  | Jimmy White     | 1        | 0            | 1      |
| 3  | Jonathan Bagley | 0        | 1            | 1      |
| 4  | Rodney Goggins  | 0        | 1            | 1      |

### Finalisti per nazione
| N° | Nazione     | Vittorie | Finali perse | Totale |
| -- | ----------- | -------- | ------------ | ------ |
| 1  | Inghilterra | 2        | 1            | 3      |
| 2  | Irlanda     | 0        | 1            | 1      |

- Vincitore più giovane: Jimmy White (57 anni, 2019)
- Vincitore più anziano: Steve Davis (61 anni, 2018)

### Century break
| Edizione | Century break | Miglior break     |
| -------- | ------------- | ----------------- |
| 2018     | 0             |                   |
| 2019     | 1             | Jimmy White (101) |

### Montepremi
| Edizione | Montepremi |
| -------- | ---------- |
| 2018     | £10700     |
| 2019     | €14000     |